# Bidimensionalità
La bidimensionalità è la pertinenza di un oggetto o di un'immagine al campo delle due tradizionali dimensioni spaziali: lunghezza o larghezza, oppure X e Y nel caso di notazione matematica. È spesso contrapposta e confrontata con la tridimensionalità (3D).
La bidimensionalità viene indicata anche con l'abbreviazione 2D o 2-D che letteralmente sta per "due dimensioni". Un oggetto bidimensionale manca della terza dimensione, la profondità, e si sviluppa dunque solo su superficie piana. Sono esempi di rappresentazioni 2D, ossia bidimensionali, le fotografie o i disegni.